# Karl August Böttiger

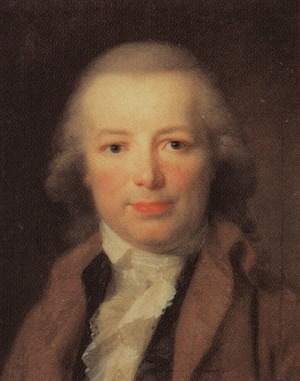
Karl August Böttiger, Gemälde von Johann Friedrich August Tischbein, 1795, Gleimhaus Halberstadt

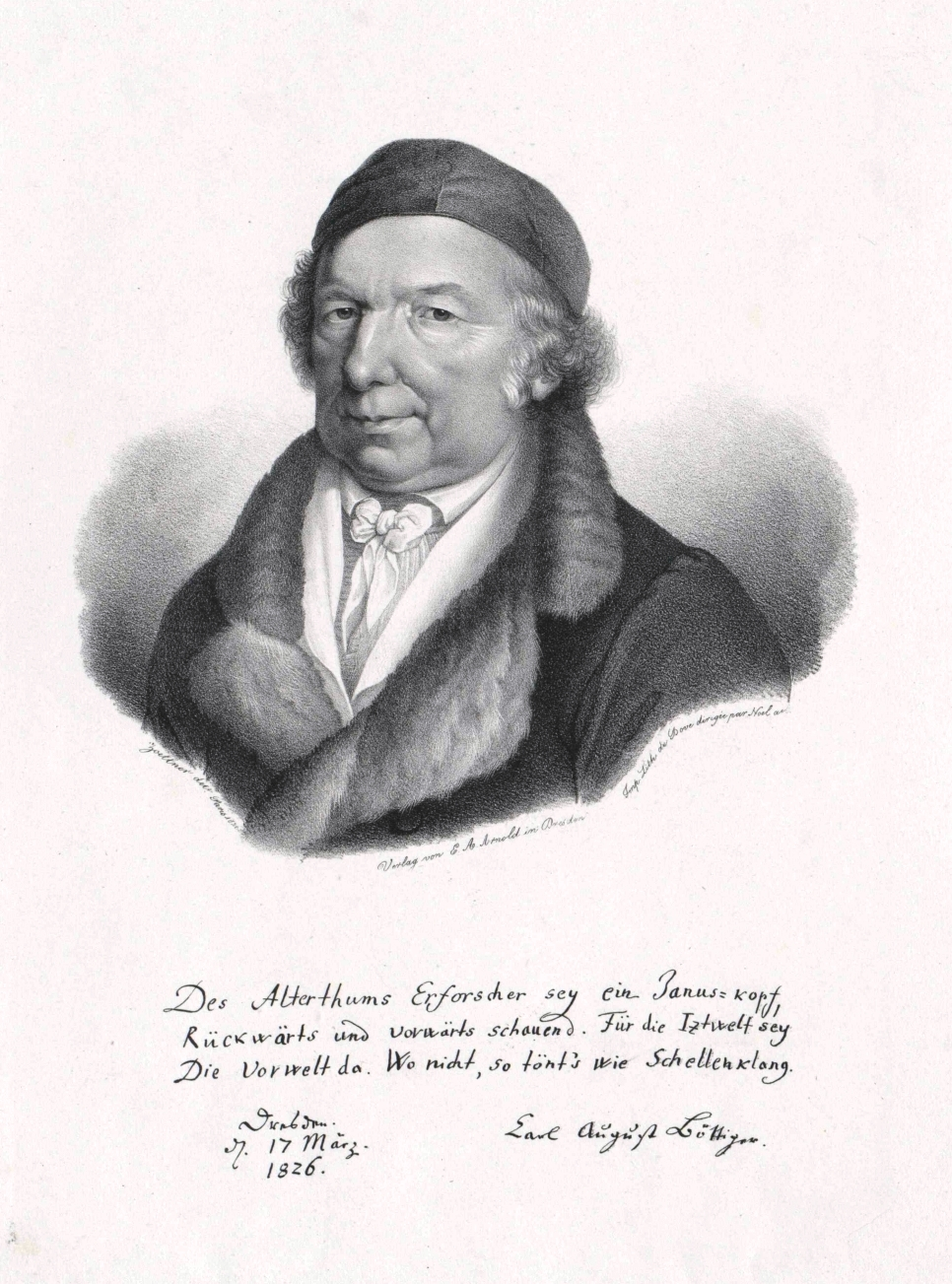
Böttiger, 1826. Der Text lautet: „Des Alterthums Erforscher sey ein Januskopf, / Rückwärts und vorwärts schauend. Für die Itztwelt sey / die Vorwelt da. Wo nicht so tönt's wie Schellenklang. / Dresden / 17. März / 1826 / Karl August Böttiger“

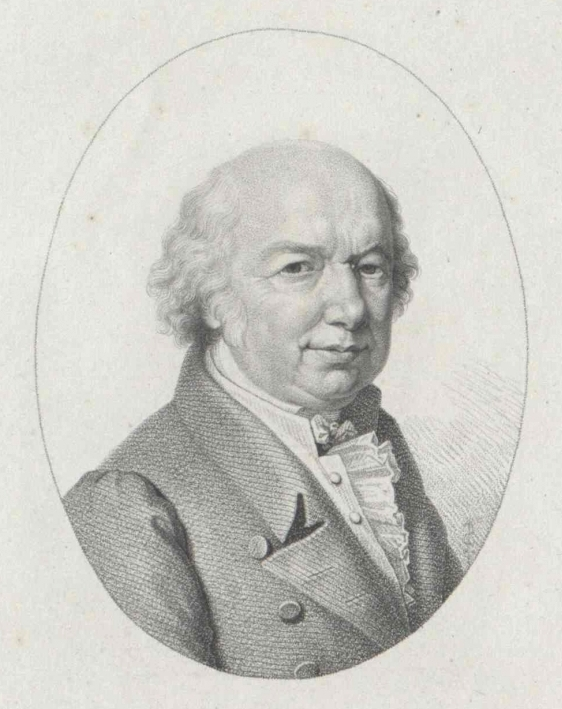
Karl August Böttiger, vor 1835

Karl August Böttiger (* 8. Juni 1760 in Reichenbach im Vogtland; † 17. November 1835 in Dresden) war ein deutscher Philologe, Archäologe, Pädagoge und Schriftsteller, der zu den einflussreichen Persönlichkeiten der Goethezeit in Weimar gehörte. Er publizierte sowohl zu philologischen, archäologischen, literarischen als auch politischen Themen und provozierte dabei häufig Kontroversen und Skandale.

## Leben und Wirken

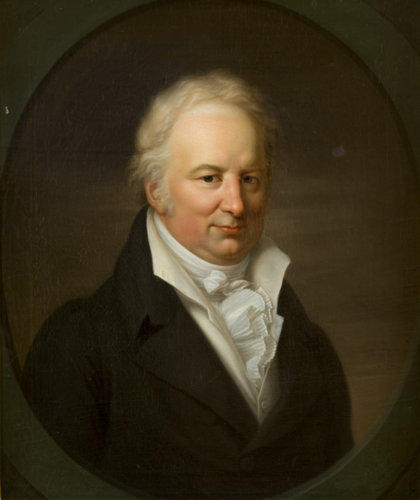
Karl August Böttiger, Gemälde von Gerhard von Kügelgen, um 1812, Universitätsbibliothek Tartu

Karl August Böttiger, ein Sohn des Konrektors und späteren Pastors Karl Böttiger (1730–1776), erhielt seine Ausbildung seit 1772 in Schulpforta. 1778 begann er, in Leipzig bei August Wilhelm Ernesti Philologie zu studieren. 1781 musste er sein Studium beenden, weil die Familie durch den Brand einer Fabrik in finanzielle Schwierigkeiten geriet. Er bekleidete verschiedene Hofmeisterstellen und legte im August 1784 an der Wittenberger Universität seine Magisterprüfung ab. Im September erhielt er die Berufung als Rektor des Gubener Lyzeums.
Böttiger heiratete 1786 Karoline Eleonore Adler, die Tochter eines Logenbruders; ihr Sohn Karl Wilhelm wurde 1790 geboren.
Von 1790 bis 1791 leitete Böttiger das Gymnasium in Bautzen. 1791 kam er auf Vermittlung von Johann Gottfried Herder nach Weimar als Direktor des dortigen Wilhelm-Ernst-Gymnasiums. In Weimar fand er Zugang zu allen maßgeblichen Kreisen. Besonders zu Christoph Martin Wieland bestand zeitlebens eine enge Freundschaft, aber auch über Goethes Duzfreund Karl Ludwig von Knebel, den Hausgenossen Goethes Johann Heinrich Meyer und Friederike Sophie Eleonore von Schardt, geb. von Bernstorff (1755–1819, Schwägerin Charlotte von Steins), blieb er mit Weimar auch nach seinem Weggang 1804 verbunden. Gemeinsam mit Johann Heinrich Meyer publizierte er mehrere Schriften zu archäologischen Themen.
In Weimar geriet Böttiger immer mehr in Konflikt mit Goethe, den er zuvor häufig beraten hatte. Goethe hatte zum Beispiel Böttiger sein Versepos Hermann und Dorothea vor der Veröffentlichung zur Durchsicht gegeben. Anlässlich der Aufführung von August Wilhelm Schlegels Ion auf dem Weimarer Hoftheater im Winter 1801/1802 brach der Konflikt offen aus. Goethe verhinderte den Abdruck einer von Böttiger verfassten ironischen Rezension im Journal des Luxus und der Moden. Daraufhin erschien diese in August von Kotzebues Zeitung Der Freimüthige.
1804 verließ Böttiger Weimar und ging als Direktor der Silberpagen nach Dresden, wo er einflussreiche Freunde hatte. 1814 wurde er Studiendirektor der Ritterakademie und Oberinspektor über das Museum der Antiken sowie über die Sammlung der Mengsschen Gipsabgüsse. Böttiger hielt seit 1806 in seiner Wohnung im Coselschen Palais öffentliche Vorlesungen über die Antike. In der Dresdner Abend-Zeitung schrieb Böttiger die Theaterkritiken für das Dresdner Theater, bis diese Rubrik Ludwig Tieck, ein Gegenspieler Böttigers, übernahm. Böttiger gehörte dem Dresdner Liederkreis an und gilt als eine der Hauptfiguren des Dresdner Biedermeier. Ludwig Tieck thematisierte Böttigers Wirken in der Novelle Die Vogelscheuche; in seiner 1797 verfassten satirischen Komödie Der gestiefelte Kater karikierte er ihn mit der Figur des „Bötticher“ als Theaterkritiker.
Am 3. Dezember 1783 wurde Böttiger Mitglied der Dresdner Freimaurerloge Zum goldenen Apfel. Dort feierte er 1831 sein 50-jähriges „Maurerjubiläum“.  In Weimar wurde Karl August Böttiger in den Bund der Freimaurer initiiert. Seine Loge war die Amalia, in der Johann Wolfgang von Goethe wirkte.
Böttiger war Mitglied verschiedener deutscher und internationaler Akademien. 1831 wurde er Correspondant und 1833 Associé étranger der Académie des inscriptions et belles-lettres in Paris. Seit Dezember 1826 war er Ehrenmitglied der Russischen Akademie der Wissenschaften in Sankt Petersburg.
Böttigers Grab befindet sich auf dem Dresdner Eliasfriedhof im Feld B 15-2. Seinen wissenschaftlichen Nachlass verwaltete sein Sohn, der Historiker Karl Wilhelm Böttiger. 1855 vermachte er die umfangreiche Korrespondenz der Königlichen Bibliothek zu Dresden.

## Ehrungen

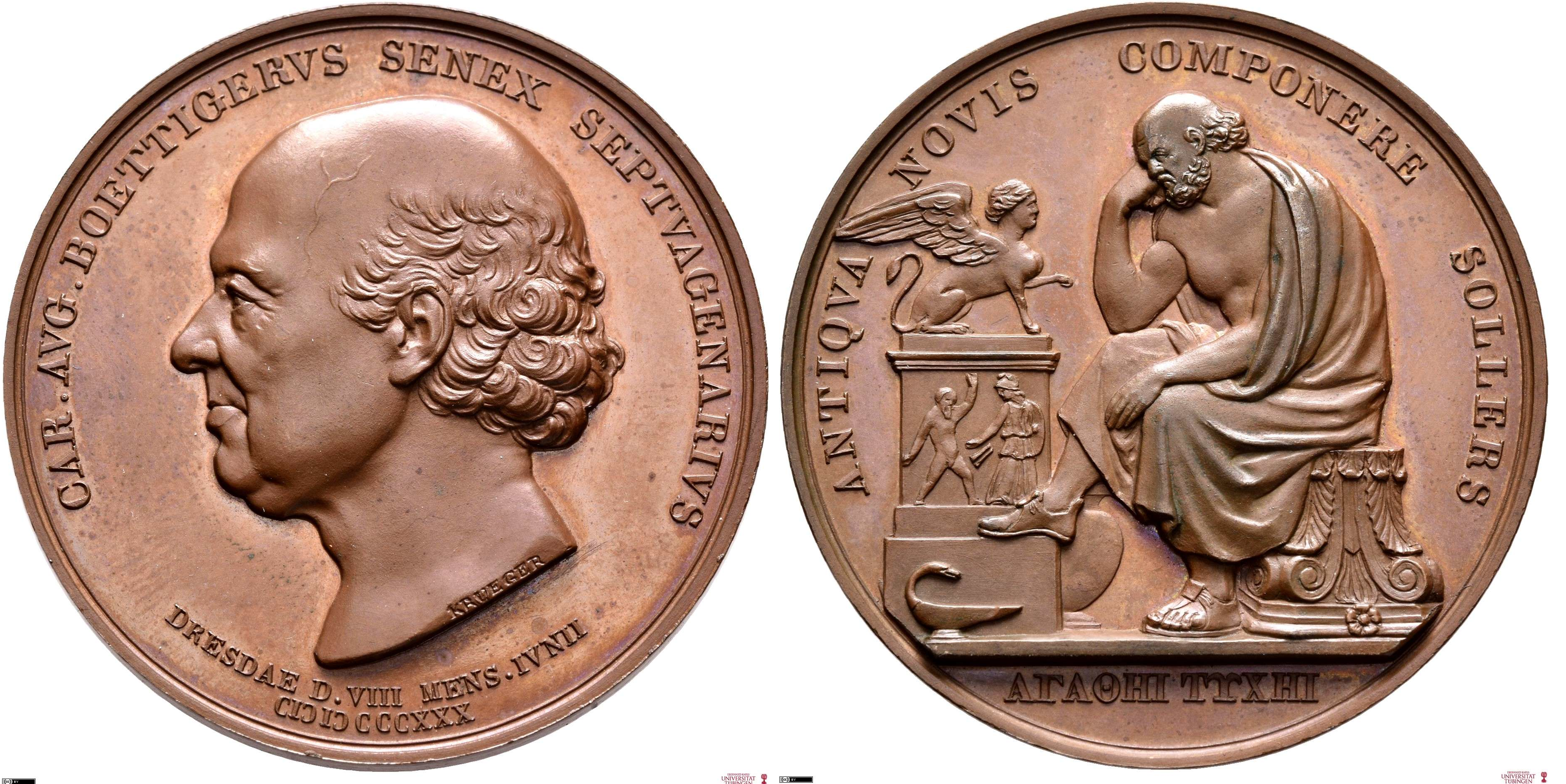
Medaille Karl August Böttiger 1830

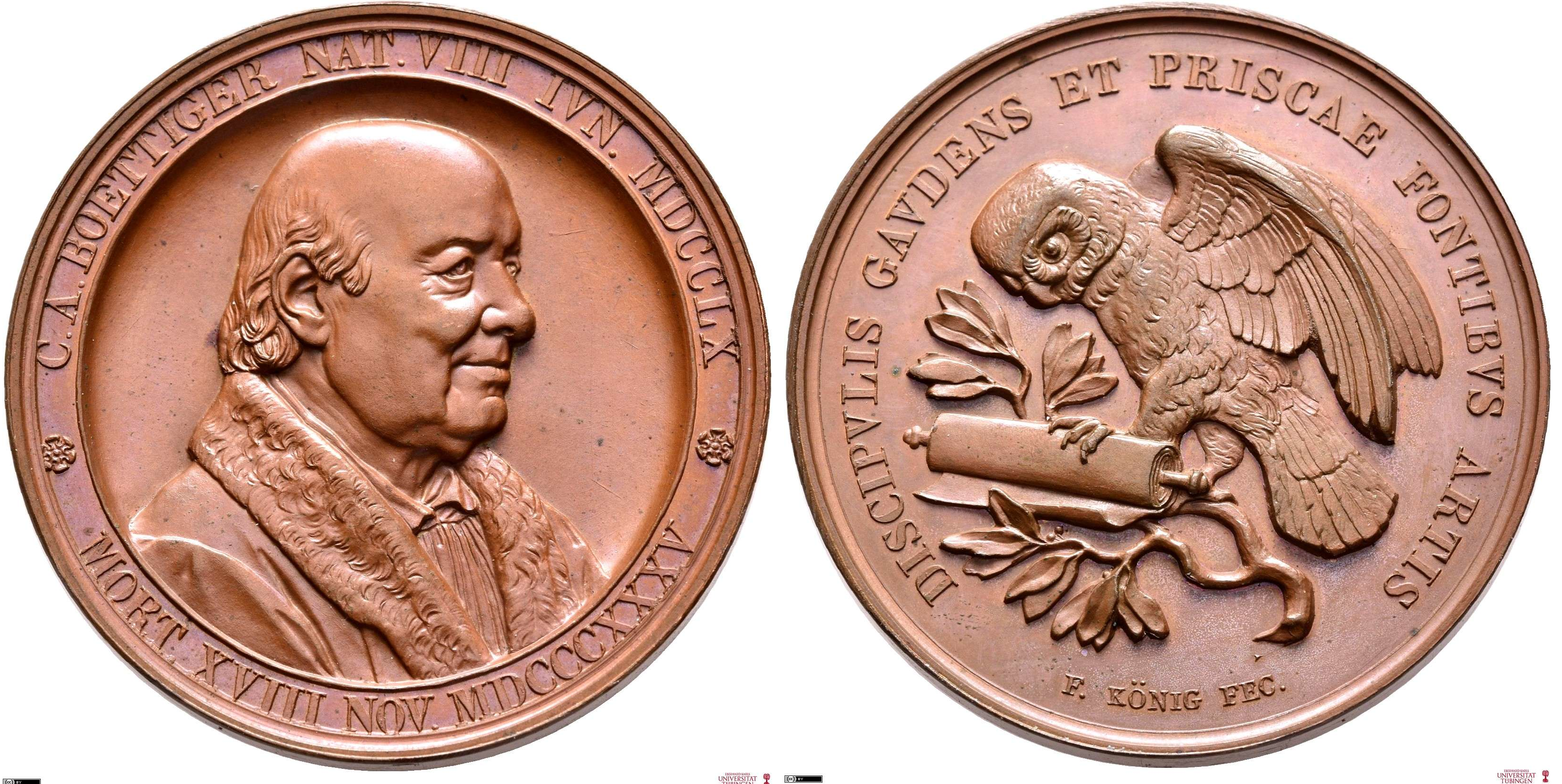
Medaille Karl August Böttiger 1835

Karl August Böttiger wurden zwei Medaillen gewidmet. Die erste wurde ihm 1830 zu seinem 70. Geburtstag gestiftet. Sie zeigt auf der Rückseite einen Mann, der Ödipus gleich Rätsel der Sphinx lösen muss. Die dazugehörige Legende „Geschickt darin neues Altes mit Neuem zu verbinden“ soll Böttigers Arbeit zusammenfassen, der sich folglich gewieft wie ein Ödipus den wissenschaftlichen Schwierigkeiten stellte. Die zweite Medaille entstand nach seinem Tod. Sie ehrt, wie die Rückseitenlegende es zusammenfasst, seine Leistungen als Lehrer und Wissenschaftler. Passend dazu zeigt das Bild eine Eule, Attribut der Göttin Athene, eine Schriftrolle und eine Lorbeerzweig. Hergestellt wurde dieses Stück vom Medailleur Anton Friedrich König.

## Werk
Hatte Böttiger nach seinem Studium vorrangig kleinere Schriften zur Erziehung verfasst, so begann er in Weimar mehr und mehr philologische und archäologische Arbeiten zu veröffentlichen: Ueber den Raub der Cassandra auf einem alten Gefäße von gebrannter Erde (1794), Ueber Verzierungen gymnastischer Uebungsplätze durch Kunstwerke im antiken Geschmacke (1795) und Ueber die Ächtheit und das Vaterland der antiken Onyxkameen von außerordentlicher Größe. Eine archäologische Abhandlung (Leipzig 1796). Die Abhandlungen über Griechische Vasengemälde. Mit archäologischen und artistischen Erläuterungen der Originalkupfer, die von Johann Heinrich Wilhelm Tischbein stammten, erschienen zwischen 1797 und 1800 in Weimar. Sabina oder Morgenscenen im Putzzimmer einer reichen Römerin. Ein Beytrag zur richtigen Beurtheilung des Privatlebens der Römer und zum bessern Verständniß der römischen Schriftsteller wurden 1803 in Leipzig publiziert, 1805 gekürzt erneut herausgegeben und 1806 und 1811 in einer verbesserten Auflage neu gedruckt; eine französische Ausgabe wurde 1813 in Paris gedruckt, nachdem zuvor im Magasin encyclopédique bereits umfangreiche Auszüge in Übersetzung erschienen waren. Böttiger stand mit Heinrich Zschokke im schriftlichen Kontakt.
Daneben entfaltete Böttiger auch eine umfangreiche journalistische Tätigkeit. Etwa ab 1794 gab er in Wielands Namen den Neuen Teutschen Merkur heraus. Ab 1797 redigierte er Friedrich Justin Bertuchs Journal des Luxus und der Moden und London und Paris. 1800 rühmte er sich, der Erfinder der Bezeichnung Phelloplastik für die kurz zuvor aufgekommene Anfertigung von Architekturmodellen aus Kork zu sein.
Sein Schüler Julius Sillig gab dessen wichtigste Schriften heraus unter den Titeln C. A. Böttiger's kleine Schriften archäologischen und antiquarischen Inhalts (3 Bde., Dresden 1837f.), Ideen zur Kunst-Mythologie. Zweiter Band. Zweiter, Dritter und Vierter Cursus. Jupiter, Juno und Neptunus, Amor und Psyche. Aus C. A. Boettigers hinterlassenen Papieren hg. von Julius Sillig (Dresden 1836) und C. A. Boettigeri opuscula et carmina Latina. Collegit et edidit Iulius Sillig (Dresden 1837).
Die von Böttigers Sohn aus dem Nachlass erstmals herausgegebene Textsammlung Literarische Zustände und Zeitgenossen (Dresden 1838) gelten als ein wichtiger Quellentext der Weimarer Zeit der Spätaufklärung von 1772 bis 1804. Zu seinen engsten Freunden außerhalb Weimars zählen der Göttinger Philologe Christian Gottlob Heyne, die Pariser Philologen beziehungsweise Archäologen Aubin-Louis Millin de Grandmaison und Désiré Raoul-Rochette, die Verleger Georg Joachim Göschen und Johann Daniel Sander. Böttiger gilt als wichtiger Vermittler im deutsch/französischen Kulturtransfer. Böttigers archäologische Arbeiten wurden in Millins Magasin encyclopédique (1792/1795–1817) bekannt gemacht. In dieser Zeitschrift berichtete er auch über die deutsche Literatur. Böttiger hatte ein dichtes Netzwerk zu bedeutenden Gelehrten, Schriftstellern, Staatsbeamten und Verlegern geknüpft. Sein umfangreicher Briefwechsel, von welchem große Teile vor allem in der Sächsischen Landes-, Staats- und Universitätsbibliothek Dresden und im Historischen Archiv des Germanischen Nationalmuseums in Nürnberg überliefert sind, spiegelt dies eindrucksvoll wider. Die Literarischen Zustände… wurden 1998 erstmals ungekürzt und unverändert veröffentlicht.

## Schriften (Auswahl)
- Ideen zur Archäologie der Malerei. Erster Theil. Walthersche Hofbuchhandlung, Leipzig 1811 (Digitalisat).
- Ideen zur Kunst-Mythologie. Erster Band. Erster Cursus. Stammbaum der Religionen des Alterthums. Einleitung zur vor-homerischen Mythologie der Griechen. Dresden, Leipzig 1826 (Digitalisat).
- Ideen zur Kunst-Mythologie. Zweiter Band. Zweiter, Dritter und Vierter Cursus. Jupiter, Juno und Neptunus, Amor und Psyche. Aus C. A. Boettigers hinterlassenen Papieren herausgegeben von Julius Sillig. Dresden/Leipzig 1836 (Digitalisat).
- C. A. Boettigeri opuscula et carmina Latina. Collegit et edidit Iulius Sillig. Dresden 1837 (Digitalisat).
- C. A. Böttiger’s kleine Schriften archäologischen und antiquarischen Inhalts, gesammelt und herausgegeben von Julius Sillig. Dresden und Leipzig 1838 (Digitalisate der Universitätsbibliothek Heidelberg: Band 1, Band 2, Band 3); (Digitalisate Google Band 1, Band 2, Band 3).
- Karl Wilhelm Böttiger (Hrsg.): Literarische Zustände und Zeitgenossen in Schilderungen aus Karl Aug. Böttiger's handschriftlichem Nachlasse. 2 Bände,  F. A. Brockhaus, Leipzig 1838 (Digitalisat der Österreichischen Nationalbibliothek, Wien: Erstes und Zweites Bändchen).